# Treppeneffekt

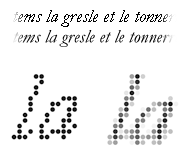
Gerasterter Text ohne und mit Antialiasing. Der Treppeneffekt wird durch Antialiasing deutlich verringert.

Als Treppen(stufen)effekt (auch Treppcheneffekt oder Rasterkonvertierungseffekt) wird in der Computergrafik das „treppenartige“ Erscheinungsbild an den Kanten gerasterter Figuren bezeichnet.
Der Treppeneffekt ist keine Konsequenz des Raster-Algorithmus selbst, sondern wird durch die endliche Bildauflösung des Grafikgerätes verursacht. Daher wird das Aussehen betroffener Objekte auch als „pixelig“ beschrieben. Besonders irritierend ist er bei Animationen, da sich hier kleine Objekte auffallend ruckartig zu bewegen scheinen. Obwohl der Treppeneffekt in der Fachliteratur oft als Konsequenz des Alias-Effekts beschrieben wird, handelt es sich nicht um einen Alias-Effekt im herkömmlichen Sinn der Signalanalyse, bei dem eine hohe Frequenz als störende niedrigere Frequenz erscheint. Der Treppeneffekt kann durch höhere Bildauflösung und durch Antialiasing, auch Kantenglättung genannt, gemindert werden. Bei einigen Bildschirmen kann der Treppeneffekt zusätzlich durch Subpixel-Rendering verringert werden.
Ganz ohne Treppeneffekt lassen sich Figuren nur mit Hilfe von Vektorbildschirmen oder Plottern darstellen.